# Eredivisie 2024/25 (mannenvoetbal)/Transfers zomer
Dit is een lijst van transfers uit de Nederlandse Eredivisie in de maanden juli en augustus van het jaar 2024, tijdens de zomerstop voorbereidend op het seizoen 2024/25. Hierin staan alleen transfers die clubs uit de Eredivisie hebben voltooid.
De transferperiode duurt van 1 juli 2024 tot en met 2 september. Deals mogen op elk moment van het jaar gesloten worden, maar de transfers zelf mogen pas in de transferperiodes plaatsvinden. Transfervrije spelers (spelers zonder club) mogen op elk moment van het jaar gestrikt worden.
| Speler                  | Nationaliteit      | Oude club               | Nieuwe club              | Extra |
| ----------------------- | ------------------ | ----------------------- | ------------------------ | --- |
| Patrick van Aanholt     | Nederland          | Galatasaray             | Geen club                | Was verhuurd aan PSV |
| Paxten Aaronson         | Verenigde Staten   | Eintracht Frankfurt     | FC Utrecht               | Verhuurd, was verhuurd aan Vitesse                                                                                      |
| Aske Adelgaard          | Denemarken         | Odense BK               | Go Ahead Eagles          | Circa € 350.000 |
| Shawn Adewoye           | België             | RKC Waalwijk            | Fortuna Sittard          | Transfervrij |
| Olivier Aertssen        | Nederland          | Jong Ajax               | PEC Zwolle               | Circa € 150.000 |
| Sabir Agougil           | Nederland          | NAC Breda               | Geen club                | |
| Makan Aïko              | Frankrijk          | Le Mans FC              | Fortuna Sittard          | Transfervrij |
| Faissal Al Mazyani      | Marokko            | Jong Genk               | RKC Waalwijk             | Transfervrij |
| Danilo Al-Saed          | Irak               | Sandefjord              | sc Heerenveen            | Circa € 750.000 |
| Pelle van Amersfoort    | Nederland          | sc Heerenveen           | Al-Shahania              | Circa € 380.000 |
| Plamen Andreev          | Bulgarije          | Levski Sofia            | Feyenoord                | Circa € 1.200.000 |
| Agustín Anello          | Verenigde Staten   | Sparta Rotterdam        | Boston River             | Transfervrij, was verhuurd aan SC Cambuur                                                                               |
| Oliver Antman           | Finland            | FC Nordsjælland         | Go Ahead Eagles          | Circa € 1.200.000 |
| Aventis Aventisian      | Armenië            | Go Ahead Eagles         | FC West Armenia          | Transfervrij, was verhuurd aan NK Jarun                                                                                 |
| Hidde ter Avest         | Nederland          | FC Utrecht              | Oxford United            | Transfervrij |
| Marouan Azarkan         | Marokko            | FC Utrecht              | Al-Nasr                  | Circa € 1.000.000 |
| Julian Baas             | Nederland          | Excelsior               | Sparta Rotterdam         | Transfervrij |
| Youri Baas              | Nederland          | N.E.C.                  | Ajax                     | Was verhuurd |
| Thibo Baeten            | België             | Go Ahead Eagles         | Roda JC                  | Verhuurd |
| Navajo Bakboord         | Suriname           | Heracles Almelo         | Geen club                | |
| Zakaria Bakkali         | België             | RKC Waalwijk            | Geen club                | |
| Nick Bakker             | Nederland          | FC Groningen            | Geen club                | |
| Max Balard              | Australië          | Central Coast Mariners  | NAC Breda                | Transfervrij |
| Álex Balboa             | Equatoriaal-Guinea | Deportivo Alavés        | Almere City              | Transfervrij, was verhuurd aan SD Huesca                                                                                |
| Samuel Bastien          | Congo-Kinshasa     | Burnley FC              | Fortuna Sittard          | Circa € 250.000, was verhuurd aan Kasımpaşa                                                                             |
| Sven van Beek           | Nederland          | sc Heerenveen           | Al-Shahania              | Circa € 120.000 |
| Mouhamed Belkheir       | Algerije           | Fortuna Sittard         | La Louvière              | Verhuurd |
| Armel Bella-Kotchap     | Duitsland          | PSV                     | Southampton FC           | Was verhuurd |
| Thomas van den Belt     | Nederland          | Feyenoord               | CD Castellón             | Verhuurd |
| Mimeirhel Benita        | Nederland          | Feyenoord               | Heracles Almelo          | Verhuurd, was verhuurd aan Excelsior                                                                                    |
| Steven Bergwijn         | Nederland          | Ajax                    | Ittihad Club             | Circa € 21.000.000 |
| Rowan Besselink         | Nederland          | NAC Breda               | De Graafschap            | Transfervrij |
| Daniël Beukers          | Nederland          | FC Groningen            | FC Volendam              | Transfervrij |
| Daniel Bielica          | Polen              | Górnik Zabrze           | NAC Breda                | Transfervrij |
| Xander Blomme           | België             | Go Ahead Eagles         | Excelsior                | Verhuurd |
| Myron Boadu             | Nederland          | AS Monaco               | VfL Bochum               | Verhuurd, was verhuurd aan FC Twente                                                                                    |
| Divaio Bobson           | Nederland          | PEC Zwolle              | Geen club                | |
| Yvandro Borges Sanches  | Luxemburg          | N.E.C.                  | Borussia Mönchengladbach | Was verhuurd |
| Othmane Boussaid        | België             | FC Utrecht              | Al-Nasr                  | Transfervrij |
| Jayden Braaf            | Nederland          | Hellas Verona           | Salernitana              | Verhuurd, was verhuurd aan Fortuna Sittard                                                                              |
| Mattijs Branderhorst    | Nederland          | FC Utrecht              | Fortuna Sittard          | Verhuurd |
| Myron van Brederode     | Nederland          | AZ                      | Fortuna Düsseldorf       | Verhuurd |
| Joshua Brenet           | Curaçao            | FC Twente               | Al-Rayyan                | Transfervrij |
| Michael Brouwer         | Nederland          | Heracles Almelo         | FC Utrecht               | Transfervrij |
| Patrick Brouwer         | Nederland          | Sparta Rotterdam        | Quick Boys               | Transfervrij |
| Luuk Brouwers           | Nederland          | FC Utrecht              | sc Heerenveen            | Was al verhuurd |
| Damian van Bruggen      | Nederland          | Almere City             | Vejle BK                 | Transfervrij |
| Jeffrey Bruma           | Nederland          | RKC Waalwijk            | Geen club                | |
| Hugo Bueno              | Spanje             | Wolverhampton Wanderers | Feyenoord                | Verhuurd |
| Thomas Buitink          | Nederland          | Vitesse                 | PEC Zwolle               | Transfervrij |
| Ezequiel Bullaude       | Argentinië         | Feyenoord               | Fortuna Sittard          | Verhuurd, was verhuurd aan Boca Juniors                                                                                 |
| Jari De Busser          | België             | Lommel SK               | Go Ahead Eagles          | |
| Zico Buurmeester        | Nederland          | PEC Zwolle              | AZ                       | Was verhuurd |
| Àlex Carbonell          | Spanje             | SD Amorebieta           | Almere City              | Transfervrij |
| Julián Carranza         | Argentinië         | Philadelphia Union      | Feyenoord                | Transfervrij |
| Yoann Cathline          | Frankrijk          | FC Lorient              | FC Utrecht               | Verhuurd, was verhuurd aan Almere City                                                                                  |
| Tjaronn Chery           | Suriname           | Maccabi Haifa           | Royal Antwerp FC         | Transfervrij, was verhuurd aan N.E.C.                                                                                   |
| Jasper Cillessen        | Nederland          | N.E.C.                  | UD Las Palmas            | Circa € 500.000 |
| Francisco Conceição     | Portugal           | Ajax                    | FC Porto                 | Circa € 10.500.000, was al verhuurd                                                                                     |
| Amara Condé             | Duitsland          | 1. FC Magdeburg         | sc Heerenveen            | Circa € 500.000 |
| Iñigo Córdoba           | Spanje             | Fortuna Sittard         | Burgos CF                | |
| Milan Corryn            | België             | Almere City             | Spartak Trnava           | Transfervrij |
| Delano van Crooij       | Nederland          | Sparta Rotterdam        | VVV-Venlo                | Transfervrij, was al verhuurd                                                                                           |
| Lennart Czyborra        | Duitsland          | Genoa                   | WSG Tirol                | Verhuurd, was verhuurd aan PEC Zwolle                                                                                   |
| Jasper Dahlhaus         | Nederland          | FC Eindhoven            | Fortuna Sittard          | Transfervrij |
| Damil Dankerlui         | Suriname           | Panserraikos            | Almere City              | Transfervrij |
| Tiago Dantas            | Portugal           | Benfica                 | NK Osijek                | Transfervrij, was verhuurd aan AZ                                                                                       |
| Argyris Darelas         | Griekenland        | PAOK Saloniki           | N.E.C.                   | |
| Logan Delaurier-Chaubet | Frankrijk          | Girondins Bordeaux      | Almere City              | Transfervrij, was verhuurd aan Quevilly-Rouen                                                                           |
| Onur Demir              | Turkije            | Alanyaspor              | Fortuna Sittard          | Transfervrij |
| Sergiño Dest            | Verenigde Staten   | FC Barcelona            | PSV                      | Transfervrij, was al verhuurd                                                                                           |
| Matisse Didden          | België             | Roda JC                 | FC Utrecht               | |
| Thomas Didillon         | Frankrijk          | Cercle Brugge           | Willem II                | Transfervrij |
| Julius Dirksen          | Nederland          | FC Emmen                | Go Ahead Eagles          | |
| Bas Dost                | Nederland          | N.E.C.                  | Geen club                | |
| Couhaib Driouech        | Marokko            | Excelsior               | PSV                      | Circa € 3.500.000 |
| Ferdy Druijf            | Nederland          | PEC Zwolle              | Rapid Wien               | Was verhuurd |
| Deroy Duarte            | Kaapverdië         | Fortuna Sittard         | Ludogorets               | Transfervrij |
| Laros Duarte            | Kaapverdië         | FC Groningen            | Puskás AFC               | Circa € 875.000 |
| Jason van Duiven        | Nederland          | PSV                     | Lommel SK                | Circa € 3.000.000, was verhuurd aan Almere City                                                                         |
| Roshon van Eijma        | Curaçao            | TOP Oss                 | RKC Waalwijk             | Transfervrij |
| Úmaro Embaló            | Portugal           | Rio Ave                 | Fortuna Sittard          | Was verhuurd |
| Alonzo Engwanda         | België             | RSCA Futures            | FC Utrecht               | Transfervrij |
| Ante Erceg              | Kroatië            | Geen club               | Fortuna Sittard          | |
| Marcelencio Esajas      | Nederland          | Almere City             | TOP Oss                  | Transfervrij |
| Robyn Esajas            | Nederland          | ADO Den Haag            | Fortuna Sittard          | Transfervrij, direct verhuurd aan MVV Maastricht                                                                        |
| Gonçalo Esteves         | Portugal           | Sporting CP             | Udinese                  | Transfervrij, was verhuurd aan AZ Later verhuurd aan Yverdon-Sport                                                      |
| Juan Familia-Castillo   | Nederland          | Geen club               | RKC Waalwijk             | |
| Amar Fatah              | Zweden             | Troyes AC               | Willem II                | Verhuurd, was verhuurd aan Lommel SK                                                                                    |
| Arianit Ferati          | Kosovo             | Fortuna Sittard         | Geen club                | |
| Rashaan Fernandes       | Nederland          | Go Ahead Eagles         | PAC Omonia 29M           | Was verhuurd aan União Leiria                                                                                           |
| Saná Fernandes          | Portugal           | SS Lazio                | NAC Breda                | Verhuurd |
| Kolbeinn Finnsson       | IJsland            | Lyngby BK               | FC Utrecht               | Circa € 500.000 |
| Ryan Flamingo           | Nederland          | FC Utrecht              | PSV                      | Circa € 9.000.000, was door Sassuolo verhuurd aan FC Utrecht Vervolgens gekocht voor circa € 2.750.000 en weer verkocht |
| Sherel Floranus         | Curaçao            | Almere City             | PEC Zwolle               | Circa € 23.000.000 |
| Sadik Fofana            | Togo               | Fortuna Sittard         | Bayer Leverkusen         | Was verhuurd |
| Carlos Forbs            | Portugal           | Ajax                    | Wolverhampton Wanderers  | Verhuurd |
| Ryan Fosso              | Zwitserland        | FC Vaduz                | Fortuna Sittard          | Transfervrij |
| Juriën Gaari            | Curaçao            | RKC Waalwijk            | Al-Hazm                  | Transfervrij |
| Stijn van Gassel        | Nederland          | Excelsior               | N.E.C.                   | Transfervrij |
| Lutsharel Geertruida    | Nederland          | Feyenoord               | RB Leipzig               | Circa € 450.000 |
| Liam van Gelderen       | Suriname           | FC Groningen            | RKC Waalwijk             | Transfervrij |
| Facundo González        | Uruguay            | Juventus FC             | Feyenoord                | Verhuurd, was verhuurd aan Sampdoria                                                                                    |
| Rober González          | Spanje             | Real Betis              | N.E.C.                   | Circa € 1.200.000, was al verhuurd                                                                                      |
| Tristan Gooijer         | Nederland          | Jong Ajax               | PEC Zwolle               | Verhuurd |
| Kenzo Goudmijn          | Nederland          | AZ                      | Derby County             | Circa € 820.000, was verhuurd aan Excelsior                                                                             |
| Tom de Graaff           | Nederland          | Jong Ajax               | FC Utrecht               | |
| Simon Graves            | Denemarken         | Palermo FC              | PEC Zwolle               | Verhuurd |
| Leo Greiml              | Oostenrijk         | FC Schalke 04           | NAC Breda                | |
| Iman Griffith           | Nederland          | AZ                      | Roda JC                  | Transfervrij, was verhuurd aan Fortuna Sittard                                                                          |
| Darijo Grujčić          | Oostenrijk         | Austria Lustenau        | Fortuna Sittard          | Transfervrij |
| Baptiste Guillaume      | België             | EA Guingamp             | Almere City              | Transfervrij |
| Anis Hadj Moussa        | Algerije           | Patro Eisden            | Feyenoord                | Circa € 3.500.000, was verhuurd aan Vitesse                                                                             |
| Devin Haen              | Nederland          | De Graafschap           | Feyenoord                | Circa € 150.000, direct verhuurd aan FC Dordrecht                                                                       |
| Tim Handwerker          | Duitsland          | FC Utrecht              | 1. FC Nürnberg           | Was verhuurd |
| Emil Hansson            | Zweden             | Heracles Almelo         | Birmingham City          | Circa € 1.750.000 |
| Lennard Hartjes         | Nederland          | Feyenoord               | Excelsior                | Verhuurd, was verhuurd aan Roda JC                                                                                      |
| Sigurd Haugen           | Noorwegen          | Aarhus GF               | Hansa Rostock            | Verhuurd, was verhuurd aan NAC Breda                                                                                    |
| Thom Haye               | Indonesië          | sc Heerenveen           | Almere City              | Transfervrij |
| Freek Heerkens          | Nederland          | Willem II               | Gestopt                  | |
| Ramon Hendriks          | Nederland          | Feyenoord               | VfB Stuttgart            | Circa € 1.000.000, was verhuurd aan Vitesse                                                                             |
| Tom Hendriks            | Nederland          | Fortuna Sittard         | Helmond Sport            | Transfervrij |
| Jeredy Hilterman        | Suriname           | Almere City             | Arminia Bielefeld        | Transfervrij, was verhuurd aan Willem II                                                                                |
| Bradly van Hoeven       | Nederland          | Almere City             | Geen club                | Was verhuurd aan FC Emmen                                                                                               |
| Alec Van Hoorenbeeck    | België             | KV Mechelen             | FC Twente                | Circa € 600.000, was al verhuurd                                                                                        |
| Nikolai Hopland         | Noorwegen          | Aalesunds FK            | sc Heerenveen            | Verhuurd |
| Siebe Horemans          | België             | Excelsior               | FC Utrecht               | Transfervrij |
| Dean Huiberts           | Nederland          | PEC Zwolle              | Beerschot VA             | Was al verhuurd |
| Hwang In-beom           | Zuid-Korea         | Rode Ster Belgrado      | Feyenoord                | Circa € 7.000.000 |
| Alireza Jahanbakhsh     | Iran               | Feyenoord               | Geen club                | |
| Alexander Jakobsen      | Egypte             | FK Jénis                | RKC Waalwijk             | Transfervrij |
| Robin Jalving           | Nederland          | Heracles Almelo         | FC Emmen                 | Transfervrij |
| Thijs Jansen            | Nederland          | Feyenoord               | SC Cambuur               | Circa € 150.000, was verhuurd aan De Graafschap                                                                         |
| Daniël van Kaam         | Nederland          | SC Cambuur              | Heracles Almelo          | Circa € 200.000 |
| Junior Kadile           | Frankrijk          | Stade Lavallois         | Almere City              | |
| Rick Karsdorp           | Nederland          | AS Roma                 | PSV                      | Transfervrij |
| Neraysho Kasanwirjo     | Nederland          | Feyenoord               | Rangers FC               | Verhuurd, was verhuurd aan Rapid Wien                                                                                   |
| Kayky                   | Brazilië           | Manchester City         | Sparta Rotterdam         | Verhuurd |
| Emilio Kehrer           | Duitsland          | Cercle Brugge           | Willem II                | Circa € 450.000, was verhuurd aan KMSK Deinze                                                                           |
| Sam Kersten             | Nederland          | PEC Zwolle              | sc Heerenveen            | Transfervrij |
| Yann Kitala             | Congo-Kinshasa     | Almere City             | Le Havre AC              | Was verhuurd |
| Mike Kleijn             | Nederland          | Feyenoord               | Sparta Rotterdam         | Transfervrij |
| Terence Kongolo         | Nederland          | Fulham FC               | NAC Breda                | Transfervrij, was verhuurd aan Rapid Wien                                                                               |
| Peer Koopmeiners        | Nederland          | Almere City             | AZ                       | Was verhuurd |
| Kacper Kostorz          | Polen              | Pogoń Szczecin          | NAC Breda                | Verhuurd, was verhuurd aan FC Den Bosch                                                                                 |
| Florian Krüger          | Duitsland          | FC Groningen            | Beerschot VA             | Circa € 275.000, was verhuurd aan Eintracht Braunschweig                                                                |
| Bas Kuipers             | Nederland          | Go Ahead Eagles         | FC Twente                | Circa € 900.000 |
| Luka Kulenović          | Kroatië            | Slovan Liberec          | Heracles Almelo          | Circa € 900.000 |
| Gustaf Lagerbielke      | Zweden             | Celtic FC               | FC Twente                | Verhuurd |
| Thomas Lam              | Finland            | PEC Zwolle              | Apollon Limasol          | Transfervrij |
| Boris Lambert           | België             | KAS Eupen               | Willem II                | |
| Sam Lammers             | Nederland          | Rangers FC              | FC Twente                | Circa € 2.000.000, was verhuurd aan FC Utrecht                                                                          |
| Kostas Lamprou          | Griekenland        | Feyenoord               | Geen club                | |
| Jeffrey de Lange        | Nederland          | Go Ahead Eagles         | Olympique Marseille      | Circa € 2.000.000 |
| Lars Olden Larsen       | Noorwegen          | N.E.C.                  | BK Häcken                | Verhuurd |
| James Lawrence          | Wales              | 1. FC Nürnberg          | Almere City              | Transfervrij |
| Marko Lazetić           | Servië             | AC Milan                | FK TSC                   | Verhuurd, was verhuurd aan Fortuna Sittard                                                                              |
| Michael de Leeuw        | Nederland          | Willem II               | SC Cambuur               | Transfervrij |
| Isac Lidberg            | Zweden             | FC Utrecht              | SV Darmstadt 98          | Circa € 1.000.000 |
| Kristian Lien           | Noorwegen          | FC Groningen            | Kristiansund BK          | Verhuurd |
| Ondřej Lingr            | Tsjechië           | Feyenoord               | Slavia Praag             | Circa € 2.200.000, was verhuurd aan Feyenoord Vervolgens gekocht voor circa € 4.000.000 en weer verkocht                |
| Loizos Loizou           | Cyprus             | sc Heerenveen           | Omonia Nicosia           | Was verhuurd |
| Justin Lonwijk          | Suriname           | Dynamo Kiev             | Viborg FF                | Verhuurd, was verhuurd aan Fortuna Sittard                                                                              |
| Tim van de Loo          | Nederland          | Telstar                 | RKC Waalwijk             | |
| Marcos López            | Peru               | Feyenoord               | FC Kopenhagen            | Verhuurd |
| Jordan Lotomba          | Zwitserland        | OGC Nice                | Feyenoord                | Circa € 2.200.000 |
| Sayfallah Ltaief        | Tunesië            | FC Basel                | FC Twente                | Circa € 1.500.000, was verhuurd aan FC Winterthur                                                                       |
| Thierry Lutonda         | België             | RKC Waalwijk            | PEC Zwolle               | Transfervrij |
| Lefteris Lyratzis       | Griekenland        | PAOK Saloniki           | N.E.C.                   | Verhuurd, was verhuurd aan Asteras Tripolis                                                                             |
| Mark van der Maarel     | Nederland          | FC Utrecht              | Gestopt                  | |
| Daan Maas               | Nederland          | N.E.C.                  | Willem II                | Transfervrij |
| Isak Dybvik Määttä      | Noorwegen          | FC Groningen            | FK Bodø/Glimt            | Circa € 600.000 |
| Enes Mahmutovic         | Luxemburg          | CSKA Sofia              | NAC Breda                | Transfervrij |
| Seiya Maikuma           | Japan              | Cerezo Osaka            | AZ                       | Circa € 800.000 |
| Robin Mantel            | België             | Helmond Sport           | Heracles Almelo          | Transfervrij |
| Braydon Manu            | Ghana              | SV Darmstadt 98         | PEC Zwolle               | Transfervrij |
| Thomas Marijnissen      | Nederland          | NAC Breda               | Geen club                | |
| Nathan Markelo          | Curaçao            | Fortuna Sittard         | Roda JC                  | Transfervrij |
| Pedro Marques           | Portugal           | N.E.C.                  | Apollon Limasol          | Circa € 300.000, was al gehuurd                                                                                         |
| Iván Márquez            | Spanje             | 1. FC Nürnberg          | N.E.C.                   | Verhuurd |
| Cuco Martina            | Curaçao            | NAC Breda               | Geen club                | |
| Dylan Mbayo             | België             | KV Kortrijk             | PEC Zwolle               | Verhuurd, was verhuurd aan FC Dordrecht                                                                                 |
| Loïc Mbe Soh            | Frankrijk          | Nottingham Forest       | Beerschot VA             | Transfervrij, was verhuurd aan Almere City                                                                              |
| Jakov Medić             | Kroatië            | Ajax                    | VfL Bochum               | Verhuurd |
| Mexx Meerdink           | Nederland          | Vitesse                 | AZ                       | Was verhuurd |
| Pepijn van de Merbel    | Nederland          | NAC Breda               | FC Den Bosch             | Transfervrij |
| Ivan Mesík              | Slowakije          | Pescara                 | Heracles Almelo          | Circa € 250.000 |
| Georges Mikautadze      | Georgië            | Ajax                    | FC Metz                  | Circa € 13.000.000, was al verhuurd Later voor circa € 18.500.000 verkocht aan Olympique Lyonnais                       |
| Lorenzo Milani          | Italië             | Pescara                 | Heracles Almelo          | Circa € 350.000 |
| Mateja Milovanović      | Servië             | Jong Ajax               | sc Heerenveen            | Transfervrij |
| David Min               | Nederland          | RKC Waalwijk            | FC Utrecht               | |
| Yankuba Minteh          | Gambia             | Newcastle United        | Brighton & Hove Albion   | Circa € 35.000.000, was verhuurd aan Feyenoord                                                                          |
| Damon Mirani            | Nederland          | FC Volendam             | Heracles Almelo          | Transfervrij |
| Jeyland Mitchell        | Costa Rica         | Alajuelense             | Feyenoord                | Circa € 2.500.000 |
| Josip Mitrović          | Kroatië            | HNK Gorica              | Fortuna Sittard          | Transfervrij |
| Sylian Mokono           | Nederland          | Heracles Almelo         | Geen club                | |
| Jamiro Monteiro         | Kaapverdië         | Gaziantep FK            | PEC Zwolle               | Transfervrij |
| Erwin Mulder            | Nederland          | Go Ahead Eagles         | Geen club                | |
| Chris-Kévin Nadje       | Ivoorkust          | FC Versailles           | Feyenoord                | Circa € 500.000 |
| Adamo Nagalo            | Burkina Faso       | FC Nordsjælland         | PSV                      | Circa € 7.000.000 |
| Mohamed Nassoh          | Marokko            | Jong PSV                | Sparta Rotterdam         | Transfervrij |
| Luc Nieuwenhuijs        | Nederland          | Vitesse                 | N.E.C.                   | |
| Thijmen Nijhuis         | Nederland          | FC Utrecht              | HJK Helsinki             | Transfervrij |
| Djenahro Nunumete       | Nederland          | sc Heerenveen           | FC Emmen                 | Transfervrij |
| Jens Odgaard            | Denemarken         | AZ                      | Bologna FC               | Circa € 4.000.000, was al verhuurd                                                                                      |
| Koki Ogawa              | Japan              | Yokohama FC             | N.E.C.                   | Was al verhuurd |
| Noah Ohio               | Nederland          | Standard Luik           | FC Utrecht               | Circa € 1.000.000, was verhuurd aan Hull City                                                                           |
| Jeppe Okkels            | Denemarken         | FC Utrecht              | Preston North End        | Circa € 2.000.000 |
| Chiel Olde Keizer       | Nederland          | Heracles Almelo         | FC Dordrecht             | Transfervrij |
| Aimé Omgba              | Nederland          | NAC Breda               | KAA Gent                 | Circa € 1.000.000 |
| Başar Önal              | Turkije            | De Graafschap           | N.E.C.                   | Circa € 1.000.000 |
| Thijs Oosting           | Nederland          | Willem II               | FC Groningen             | Circa € 1.000.000 |
| Fredrik Oppegård        | Noorwegen          | Heracles Almelo         | PSV                      | Was verhuurd |
| Ragnar Oratmangoen      | Indonesië          | FC Groningen            | FCV Dender               | Transfervrij, was verhuurd aan Fortuna Sittard                                                                          |
| Yanick van Osch         | Nederland          | SC Cambuur              | RKC Waalwijk             | |
| Ibrahim Osman           | Ghana              | Brighton & Hove Albion  | Feyenoord                | Verhuurd Werd eerder voor circa € 19.500.000 gekocht van FC Nordsjælland                                                |
| Syb van Ottele          | Nederland          | sc Heerenveen           | Fortuna Sittard          | Transfervrij |
| Anas Ouahim             | Marokko            | Heracles Almelo         | Sydney FC                | Was verhuurd aan Sheriff Tiraspol                                                                                       |
| Sami Ouaissa            | Nederland          | Roda JC                 | N.E.C.                   | Was verhuurd |
| Thomas Ouwejan          | Nederland          | FC Schalke 04           | N.E.C.                   | Transfervrij |
| Oğuzhan Özyakup         | Turkije            | Fortuna Sittard         | Gestopt                  | |
| Rajiv van La Parra      | Nederland          | Almere City             | Geen club                | |
| Troy Parrott            | Ierland            | Tottenham Hotspur       | AZ                       | Circa € 4.000.000, was verhuurd aan Excelsior                                                                           |
| Pascu                   | Spanje             | Almere City             | CD Arenteiro             | Transfervrij |
| Raul Paula              | Duitsland          | VfB Stuttgart           | NAC Breda                | Transfervrij |
| Vangelis Pavlidis       | Griekenland        | AZ                      | Benfica                  | Circa € 18.000.000 |
| Marcus Pedersen         | Noorwegen          | Feyenoord               | Torino FC                | Verhuurd, was verhuurd aan Sassuolo                                                                                     |
| Álvaro Peña             | Spanje             | Almere City             | FC Andorra               | Transfervrij |
| Brayann Pereira         | Frankrijk          | AJ Auxerre              | N.E.C.                   | Circa € 400.000, was al verhuurd                                                                                        |
| Miodrag Pivaš           | Servië             | Newcastle United        | Willem II                | Verhuurd Werd eerder voor circa € 800.000 gekocht van Jedinstvo Ub                                                      |
| Luca Plogmann           | Duitsland          | FC Dordrecht            | Go Ahead Eagles          | Was verhuurd |
| Suf Podgoreanu          | Israël             | Maccabi Haifa           | Heracles Almelo          | Verhuurd |
| Bram van Polen          | Nederland          | PEC Zwolle              | VVOG                     | Transfervrij |
| Thomas Poll             | Nederland          | Almere City             | SC Cambuur               | Transfervrij, was al verhuurd                                                                                           |
| Danny Post              | Nederland          | Almere City             | Gestopt                  | |
| Robin Pröpper           | Nederland          | FC Twente               | Rangers FC               | Circa € 3.200.000 |
| Ruben Providence        | Frankrijk          | TSV Hartberg            | Almere City              | |
| Teo Quintero            | Venezuela          | KMSK Deinze             | Sparta Rotterdam         | Transfervrij |
| Calvin Raatsie          | Nederland          | FC Utrecht              | Excelsior                | Was verhuurd aan Roda JC                                                                                                |
| André Ramalho           | Brazilië           | PSV                     | Corinthians              | Transfervrij |
| Boyd Reith              | Nederland          | Roda JC                 | Sparta Rotterdam         | Transfervrij |
| Stije Resink            | Nederland          | Almere City             | FC Groningen             | Circa € 700.000 |
| Milan Robberechts       | België             | Fortuna Sittard         | RSCA Futures             | Verhuurd, was verhuurd aan VVV-Venlo                                                                                    |
| Miguel Rodríguez        | Spanje             | Celta de Vigo           | FC Utrecht               | Verhuurd |
| Philippe Rommens        | België             | Go Ahead Eagles         | Ferencváros              | Circa € 1.500.000 |
| Bart van Rooij          | Nederland          | N.E.C.                  | FC Twente                | Circa € 900.000 |
| Rayvien Rosario         | Curaçao            | Sparta Rotterdam        | Excelsior                | |
| Mathias Ross            | Denemarken         | Galatasaray             | Sparta Praag             | Verhuurd, was verhuurd aan N.E.C.                                                                                       |
| Nils Rossen             | Nederland          | N.E.C.                  | Telstar                  | Transfervrij |
| Daniele Rugani          | Italië             | Juventus FC             | Ajax                     | Verhuurd |
| Gerónimo Rulli          | Argentinië         | Ajax                    | Olympique Marseille      | Circa € 4.000.000 |
| Mathew Ryan             | Australië          | AZ                      | AS Roma                  | Transfervrij |
| Samuel Şahin-Radlinger  | Oostenrijk         | Almere City             | Austria Wien             | Was verhuurd |
| Osame Sahraoui          | Marokko            | sc Heerenveen           | Lille OSC                | Circa € 8.000.000 |
| Koki Saito              | Japan              | Lommel SK               | Queens Park Rangers      | Verhuurd, was verhuurd aan Sparta Rotterdam                                                                             |
| Shurandy Sambo          | Nederland          | PSV                     | Burnley FC               | Transfervrij |
| Alfons Sampsted         | IJsland            | FC Twente               | Birmingham City          | Verhuurd |
| Jorge Sánchez           | Mexico             | Ajax                    | Cruz Azul                | Circa € 3.000.000, was verhuurd aan FC Porto                                                                            |
| Cisse Sandra            | België             | Club Brugge             | Willem II                | Verhuurd, was verhuurd aan Excelsior                                                                                    |
| Mohamed Sankoh          | Nederland          | VfB Stuttgart           | Cosenza                  | Verhuurd, was verhuurd aan Heracles Almelo                                                                              |
| Mikki van Sas           | Nederland          | Feyenoord               | Vitesse                  | Verhuurd |
| Antonio Satriano        | Italië             | Heracles Almelo         | Casertana                | Verhuurd, was verhuurd aan Trento                                                                                       |
| Leo Sauer               | Slowakije          | Feyenoord               | NAC Breda                | Verhuurd |
| Boris van Schuppen      | Nederland          | NAC Breda               | FC Eindhoven             | Transfervrij |
| Ilias Sebaoui           | Marokko            | Feyenoord               | sc Heerenveen            | Verhuurd, was verhuurd aan FC Dordrecht                                                                                 |
| Patriot Sejdiu          | Kosovo             | Malmö FF                | Roda JC                  | Verhuurd, was verhuurd aan NAC Breda                                                                                    |
| Darío Serra             | Spanje             | Go Ahead Eagles         | Geen club                | Was verhuurd aan Mérida AD                                                                                              |
| Mats Seuntjens          | Nederland          | RKC Waalwijk            | CD Castellón             | Transfervrij |
| Kento Shiogai           | Japan              | Keio University         | N.E.C.                   | Transfervrij, was verhuurd aan Yokohama F. Marinos                                                                      |
| Dimitris Siovas         | Griekenland        | Fortuna Sittard         | Geen club                | |
| Gijs Smal               | Nederland          | FC Twente               | Feyenoord                | Transfervrij |
| Levi Smans              | Nederland          | VVV-Venlo               | sc Heerenveen            | Circa € 350.000 |
| Milan Smit              | Nederland          | SC Cambuur              | Go Ahead Eagles          | Circa € 1.100.000 |
| Joshua Smits            | Nederland          | Willem II               | De Graafschap            | Transfervrij |
| Selim Can Sönmez        | Turkije            | N.E.C.                  | Iğdır FK                 | Was verhuurd aan TOP Oss                                                                                                |
| Sven Sonnenberg         | Duitsland          | Heracles Almelo         | 1. FC Saarbrücken        | Transfervrij |
| Borna Sosa              | Kroatië            | Ajax                    | Torino FC                | Verhuurd |
| Sylla Sow               | Nederland          | N.E.C.                  | Al-Najma                 | Transfervrij |
| Mark Spenkelink         | Nederland          | RKC Waalwijk            | TOP Oss                  | Transfervrij |
| Finn Stam               | Nederland          | Jong AZ                 | FC Groningen             | Verhuurd |
| Filip Stevanović        | Servië             | Manchester City         | Lommel SK                | Was verhuurd aan RKC Waalwijk                                                                                           |
| Yukinari Sugawara       | Japan              | AZ                      | Southampton FC           | Circa € 7.000.000 |
| Mathis Suray            | België             | FC Dordrecht            | Go Ahead Eagles          | |
| Max Svensson            | Zweden             | Willem II               | Kalmar FF                | Transfervrij |
| Anas Tahiri             | Marokko            | sc Heerenveen           | Almere City              | Transfervrij |
| Juho Talvitie           | Finland            | Lommel SK               | Heracles Almelo          | Verhuurd |
| Tunahan Taşçı           | Turkije            | Fortuna Sittard         | Konyaspor                | Was verhuurd aan MVV Maastricht                                                                                         |
| Jordan Teze             | Nederland          | PSV                     | AS Monaco                | Circa € 10.000.000 |
| Lennart Thy             | Duitsland          | PEC Zwolle              | Lion City Sailors        | |
| Malik Tillman           | Verenigde Staten   | Bayern München          | PSV                      | Circa € 12.000.000, was al verhuurd                                                                                     |
| Mickaël Tirpan          | Turkije            | Lierse SK               | Willem II                | |
| Nathan Tjoe-A-On        | Indonesië          | sc Heerenveen           | Swansea City             | Was verhuurd |
| Bertrand Traoré         | Burkina Faso       | Villarreal CF           | Ajax                     | Transfervrij |
| Jacob Trenskow          | Denemarken         | Kalmar FF               | sc Heerenveen            | Circa € 1.500.000 |
| Antef Tsoungui          | België             | Feyenoord               | Oud-Heverlee Leuven      | Verhuurd, was verhuurd aan FC Dordrecht                                                                                 |
| Luka Tunjić             | Duitsland          | Holstein Kiel           | Fortuna Sittard          | Transfervrij |
| Calvin Twigt            | Nederland          | FC Volendam             | Go Ahead Eagles          | Circa € 500.000 |
| Naci Ünüvar             | Turkije            | Ajax                    | RCD Espanyol             | Verhuurd, was verhuurd aan FC Twente                                                                                    |
| Kyan Vaesen             | België             | KVC Westerlo            | Willem II                | Verhuurd |
| Etienne Vaessen         | Suriname           | RKC Waalwijk            | FC Groningen             | Transfervrij |
| Kevin van Veen          | Nederland          | FC Groningen            | St. Mirren FC            | Verhuurd, was verhuurd aan Kilmarnock FC                                                                                |
| Marko Vejinović         | Nederland          | Heracles Almelo         | Gestopt                  | |
| Kaj van der Veldt       | Nederland          | NAC Breda               | VV Katwijk               | Transfervrij |
| Apostolos Vellios       | Griekenland        | PEC Zwolle              | Nea Salamis Famagusta    | Transfervrij |
| Tijs Velthuis           | Nederland          | Sparta Rotterdam        | Salernitana              | Verhuurd |
| Richard van der Venne   | Nederland          | FC St. Gallen           | RKC Waalwijk             | Transfervrij |
| Dylan Vente             | Suriname           | Hibernian FC            | PEC Zwolle               | Verhuurd |
| Matthias Verreth        | België             | Willem II               | Brescia                  | Transfervrij |
| Michael Verrips         | Nederland          | Fortuna Sittard         | FCV Dender               | Transfervrij |
| Javier Vet              | Nederland          | NAC Breda               | Geen club                | |
| Peter Vindahl Jensen    | Denemarken         | AZ                      | Sparta Praag             | Circa € 1.500.000, was al verhuurd                                                                                      |
| Ricardo Visus           | Spanje             | Real Betis              | Almere City              | Verhuurd |
| Rémy Vita               | Madagaskar         | Fortuna Sittard         | Amiens SC                | Verhuurd |
| Siemen Voet             | België             | Fortuna Sittard         | Slovan Bratislava        | Was verhuurd |
| Luuk Vogels             | Nederland          | OJC Rosmalen            | RKC Waalwijk             | Transfervrij |
| Silvano Vos             | Nederland          | Ajax                    | AC Milan                 | Circa € 3.000.000 |
| Bart Vriends            | Nederland          | Sparta Rotterdam        | Adelaide United          | Transfervrij |
| Max de Waal             | Nederland          | Willem II               | VVV-Venlo                | Verhuurd |
| Patrik Wålemark         | Zweden             | Feyenoord               | Lech Poznań              | Verhuurd, was verhuurd aan sc Heerenveen                                                                                |
| Django Warmerdam        | Nederland          | Sparta Rotterdam        | Excelsior                | Transfervrij |
| Silvester van der Water | Nederland          | SC Cambuur              | RKC Waalwijk             | Was verhuurd aan PEC Zwolle                                                                                             |
| Boy Waterman            | Nederland          | PSV                     | Gestopt                  | |
| Charlie Webster         | Engeland           | Chelsea FC              | Burton Albion            | Transfervrij, was verhuurd aan sc Heerenveen                                                                            |
| Wout Weghorst           | Nederland          | Burnley FC              | Ajax                     | Circa € 2.380.000, was verhuurd aan 1899 Hoffenheim                                                                     |
| Lasse Wehmeyer          | Duitsland          | Heracles Almelo         | VVV-Venlo                | |
| Daouda Weidmann         | Frankrijk          | Torino FC               | RKC Waalwijk             | Was al verhuurd |
| Jonas Wendlinger        | Oostenrijk         | SV Ried                 | Almere City              | Transfervrij |
| Victor Wernersson       | Zweden             | NAC Breda               | Västerås SK              | Transfervrij |
| Mats Wieffer            | Nederland          | Feyenoord               | Brighton & Hove Albion   | Circa € 32.000.000 |
| Owen Wijndal            | Nederland          | Royal Antwerp FC        | Ajax                     | Was verhuurd |
| Stef de Wijs            | Nederland          | NAC Breda               | Hoogstraten VV           | Transfervrij |
| Jetro Willems           | Nederland          | Heracles Almelo         | CD Castellón             | Transfervrij |
| Brynjólfur Willumsson   | IJsland            | Kristiansund BK         | FC Groningen             | Circa € 75.000 |
| Willum Þór Willumsson   | IJsland            | Go Ahead Eagles         | Birmingham City FC       | Circa € 4.000.000 |
| Dani de Wit             | Nederland          | AZ                      | VfL Bochum               | Transfervrij |
| Luuk Wouters            | Nederland          | FC Eindhoven            | RKC Waalwijk             | Was verhuurd |
| Vasilios Zagaritis      | Griekenland        | Parma Calcio            | Almere City              | Transfervrij |
| Jan Žambůrek            | Tsjechië           | Viborg FF               | Heracles Almelo          | Circa € 402.000, was verhuurd aan Slovan Liberec                                                                        |
| Shiloh 't Zand          | Nederland          | Feyenoord               | Heracles Almelo          | Verhuurd, was verhuurd aan FC Dordrecht                                                                                 |
| Oskar Zawada            | Polen              | Wellington Phoenix      | RKC Waalwijk             | Transfervrij |
| Jeroen Zoet             | Nederland          | Spezia Calcio           | AZ                       | Transfervrij |

2007/08 (zomer · winter) · 
2008/09 (zomer · winter) · 
2009/10 (zomer · winter) · 
2010/11 (zomer · winter) · 
2011/12 (zomer · winter) · 
2012/13 (zomer · winter) · 
2013/14 (zomer · winter) · 
2014/15 (zomer · winter) · 
2015/16 (zomer · winter) · 
2016/17 (zomer · winter) ·
2017/18 (zomer · winter) ·
2018/19 (zomer · winter) ·
2019/20 (zomer · winter) ·
2020/21 (zomer · winter) ·
2021/22 (zomer · winter) ·
2022/23 (zomer · winter) ·
2023/24 (zomer · winter) ·
2024/25 (zomer · winter) ·